# 패신저스 (2008년 영화)
패신저스(Passengers)는 캐나다, 미국에서 제작된 로드리고 가르시아 감독의 2008년 드라마, 미스터리, 멜로/로맨스, 스릴러 영화이다. 앤 해서웨이 등이 주연으로 출연하였고 줄리 린 등이 제작에 참여하였다.

## 출연

### 주연
- 앤 해서웨이
- 패트릭 윌슨

### 조연
- 안드레 브라우퍼
- 다이앤 위스트
- 데이빗 모스
- 윌리엄 B. 데이비스
- 라이언 로빈스
- 클리어 듀발
- 돈 톰슨
- 앤드류 휘러
- 첼라 호스달
- 카렌 오스틴
- 스테이시 그랜트
- 로버트 가빈
- 밸린더 조핼
- 브래드 터너
- 클레어 스미시스
- 로버트 머스닉키
- 이안 톰슨

## 제작진
- 공동제작: 오브리 헨더슨
- 공동제작: 켈리 코노프
- 공동제작: 메리 리
- 라인프로듀서: 숀 윌리엄슨
- 미술: 데이비드 브리스빈
- 세트: 캐롤 라발리
- 의상: 캐티아 스타노
- 배역: 리비 골드스타인
- 배역: 주니 로우리-존슨